# Lijst van voetbalinterlands Ecuador - El Salvador
Deze lijst van voetbalinterlands is een overzicht van alle officiële voetbalwedstrijden tussen de nationale teams van Ecuador en El Salvador. De landen speelden tot op heden acht keer tegen elkaar. De eerste ontmoeting, een vriendschappelijke wedstrijd, werd gespeeld in San Salvador op 28 mei 1997. Het laatste duel, eveneens een vriendschappelijke wedstrijd, vond plaats op 4 december 2021 in Houston (Verenigde Staten).

## Wedstrijden
| № | Plaats          | Datum            | Competitie        | Wedstrijd             | Uitslag |
| - | --------------- | ---------------- | ----------------- | --------------------- | ------- |
| 1 | San Salvador    | 28 mei 1997      | Vriendschappelijk | El Salvador – Ecuador | 0 – 2   |
| 2 | East Rutherford | 2 juli 2001      | Vriendschappelijk | El Salvador – Ecuador | 0 – 1   |
| 3 | Quito           | 8 september 2007 | Vriendschappelijk | Ecuador – El Salvador | 5 – 1   |
| 4 | Los Angeles     | 27 mei 2009      | Vriendschappelijk | Ecuador – El Salvador | 1 – 3   |
| 5 | Quito           | 21 maart 2013    | Vriendschappelijk | Ecuador − El Salvador | 5 − 0   |
| 6 | Harrison        | 14 oktober 2014  | Vriendschappelijk | El Salvador – Ecuador | 1 – 5   |
| 7 | Harrison        | 13 juni 2017     | Vriendschappelijk | Ecuador − El Salvador | 3 − 0   |
| 8 | Houston         | 4 december 2021  | Vriendschappelijk | El Salvador − Ecuador | 1 − 1   |

## Samenvatting
| Competitie        | Totaal gespeeld | Winst Ecuador | Gelijk | Winst El Salvador | Doelsaldo Ecuador – El Salvador |
| ----------------- | --------------- | ------------- | ------ | ----------------- | ------------------------------- |
| Vriendschappelijk | 8               | 6             | 1      | 1                 | 23 − 6                          |
| Totaal            | 8               | 6             | 1      | 1                 | 23 − 6                          |

Wedstrijden bepaald door strafschoppen worden, in lijn met de FIFA, als een gelijkspel gerekend.

## Details

### Eerste ontmoeting
| Vriendschappelijk (San Salvador, El Salvador, 28 mei 1997): |              | |
| El Salvador | 0 – 2        | Ecuador |
| | goals        | 9' Ariel Graziani 81' Oswaldo de la Cruz |
| Milovan Đorić | bondscoach   | Francisco Maturana |
| Melvin Barrera José Roberto Hernández ??' Leonel Cárcamo Roberto Martínez ??' Vladan Vićević Wilfredo Iraheta Alexander Amaya ??' Armando Lazo ??' Jorge Villar José Luis Ferrera ??' Elías Montes | opstellingen | Oswaldo Ibarra Alberto Montaño Edmundo Méndez Iván Hurtado Ulises de la Cruz Jimmy Blandón ??' Marco Constante Oswaldo de la Cruz ??' Wellington Sánchez ??' Agustín Delgado Ariel Graziani |
| Sergio Valencia ??' Kilmar Jiménez ??' Waldir Guerra ??' Santos Cabrera ??' Jorge Garay ??' | wissels      | ??' Héctor González ??' Gilson de Souza ??' Eduardo Smith |

### Tweede ontmoeting
| Vriendschappelijk (East Rutherford, Verenigde Staten, 2 juli 2001): |              | |
| El Salvador                                                         | 0 – 1        | Ecuador |
|                                                                     | goals        | 87' Cléber Chalá |
|                                                                     | bondscoach   | Hernán Darío Gómez |
|                                                                     | opstellingen | Geovanny Ibarra Marlon Ayoví Iván Hurtado Giovanny Espinoza Raúl Guerrón ??' Alfonso Obregón Juan Carlos Burbano ??' Juan Aguinaga Wellington Sánchez Ángel Fernández ??' Iván Kaviedes |
|                                                                     | wissels      | ??' Edison Méndez ??' Cléber Chalá ??' Ebelio Ordóñez |

### Derde ontmoeting
| Vriendschappelijk (Quito, Ecuador, 8 september 2007): |              | |
| Ecuador | 5 – 1        | El Salvador |
| Christian Lara 13' Cristian Benítez 29' Felipe Caicedo 45' Cristian Benítez 49' Patricio Urrutia 53' (pen.)                                                                                 | goals        | 36' Eliseo Quintanilla |
| Luis Fernando Suárez | bondscoach   | |
| Javier Klimowicz Paul Ambrosi Jorge Guagua Iván Hurtado 57' Jayro Campos Patricio Urrutia 82' Christian Lara 67' Edison Méndez 57' Segundo Castillo Cristian Benítez 67' Felipe Caicedo 67' | opstellingen | 34' Denis Salinas 77' Alfredo Pacheco Alexander Escobar Luis Anaya José Henríquez Víctor Merino Dennis Alas 85' Eliseo Quintanilla Ramón Sánchez 54' Julio Martínez 65' Ronald Cerritos |
| Giovanny Espinoza 57' Luis Bolaños 57' Edder Vaca 67' Jorge Ladines 67' Joffre Guerrón 67' José Aguirre 82'                                                                                 | wissels      | 34' Juan José Gomez 54' Eduardo Campos 65' Manuel Salazar 77' Ramiro Carballo 85' Carlos Calderón                                                                                       |
| Cristian Benítez ??' | gele kaarten | ??' Alexander Escobar ??' José Henríquez ??' Dennis Alas |
| | rode kaarten | 46' Víctor Merino 61' Eduardo Campos |

### Vierde ontmoeting
| Vriendschappelijk (Los Angeles, Verenigde Staten, 27 mei 2009): |       |                                                      |
| Ecuador                                                         | 1 – 3 | El Salvador                                          |
| Jefferson Montero 7'                                            | goals | 10' Osael Romero 45' Rudis Corrales 51' Osael Romero |

### Vijfde ontmoeting
| Vriendschappelijk (Quito, Ecuador, 21 maart 2013): |              | |
| Ecuador | 5 – 0        | El Salvador |
| Felipe Caicedo 18' Cristian Benítez 35' Felipe Caicedo 47' Jefferson Montero 64' João Rojas 89' | goals        | |
| Reinaldo Rueda | bondscoach   | Alberto Castillo |
| Máximo Banguera 46' Frickson Erazo Gabriel Achilier 58' Pedro Quiñónez Christian Noboa 56' Jefferson Montero Luis Antonio Valencia 63' Walter Ayoví Juan Carlos Paredes Felipe Caicedo 57' Cristian Benítez 70' | opstellingen | Derby Carrillo 78' José Henríquez Miguel Granadino Moisés García 71' Jaime Alas 52' Osael Romero 73' Richard Menjívar Alexander Larín Darwin Cerén 57' Dustin Corea 66' Léster Blanco |
| Alexander Domínguez 46' Luis Saritama 56' Christian Suárez 57' Renato Ibarra 63' Joao Rojas 70' | wissels      | 52' Andrés Flores 57' Gustavo López 66' Jonathan Águila 71' Darwin Bonilla 73' Néstor Renderos 78' Milton Molina                                                                      |
| Christian Noboa 31' | gele kaarten | |

### Zesde ontmoeting
| Vriendschappelijk (Harrison, Verenigde Staten, 14 oktober 2014): |              | |
| El Salvador | 1 – 5        | Ecuador |
| Rafael Burgos 45' (pen.) | goals        | 16' João Plata 18' Enner Valencia 25' João Plata 73' Enner Valencia 83' Cristian Penilla |
| Albert Roca | bondscoach   | Sixto Vizuete |
| Henry Hernández Milton Molina Alexander Mendoza Pablo Punyed 81' Néstor Renderos Marvin Monterrosa 51' Richard Menjívar 88' Alexander Larín 67' Andrés Flores Mejía 39' Rafael Burgos Arturo Álvarez 60' | opstellingen | Alexander Domínguez 70' Juan Carlos Paredes 59' Jonathan Gonzalez Frickson Erazo 42' Iván Hurtado 72' Walter Ayoví Enner Valencia 72' João Plata Christian Noboa 70' Segundo Castillo Junior Sornoza |
| Ibsen Castro 39' Efraín Burgos 51' Darwin Cerén 60' Kevin Santamaría 67' Narciso Orellana 81' Santos Ortíz 88'                                                                                           | wissels      | 42' Arturo Mina 59' Cristian Ramírez 70' Mario Pineida 70' Carlos Gruezo 72' Jonny Uchuari 72' Cristian Penilla                                                                                      |
| Marvin Monterrosa 48' | gele kaarten | |

### Zevende ontmoeting
| Vriendschappelijk (Harrison, Verenigde Staten, 13 juni 2017):    |              |                  |
| Ecuador                                                          | 3 – 0        | El Salvador      |
| Jhon Cifuentes 18' Enner Valencia 51' Fernando Gaibor 79' (pen.) | goals        |                  |
|                                                                  | rode kaarten | 79' Henry Romero |

### Achtste ontmoeting
| Vriendschappelijk (Houston, Verenigde Staten, 4 december 2021): |       |                      |
| El Salvador                                                     | 1 – 1 | Ecuador              |
| Rómulo Villalobos 43'                                           | goals | 18' Michael Carcelén |

FEF · A-internationals · Bondscoaches · Selecties · Statistieken · Ecuadoraans vrouwenelftal · Olympisch elftal · Ecuador U21 · Ecuador U20 · Ecuador U18 · Ecuador U17
1938 – 1949 ·
1950 – 1959 ·
1960 – 1969 ·
1970 – 1979 ·
1980 – 1989 ·
1990 – 1999 ·
2000 – 2009 ·
2010 – 2019 ·
2020 − 2029
WK 2002 · 
WK 2006 · 
WK 2014
1938 · 
1939 · 
1940 · 
1941 · 
1942 · 
1943 · 1944 · 
1945 · 
1946 · 
1947 · 
1948 · 
1949 · 
1950 · 1951 · 1952 · 
1953 · 
1954 · 
1955 · 
1956 · 
1957 · 
1958 · 
1959 · 
1960 · 
1961 · 1962 · 
1963 · 
1964 · 
1965 · 
1966 · 
1967 · 1968 · 
1969 · 
1970 · 
1971 · 
1972 · 
1973 · 
1974 · 
1975 · 
1976 · 
1977 · 
1978 · 
1979 · 
1980 · 
1981 · 
1982 · 
1983 · 
1984 · 
1985 · 
1986 · 
1987 · 
1988 · 
1989 · 
1990 · 
1991 · 
1992 · 
1993 · 
1994 · 
1995 · 
1996 · 
1997 · 
1998 · 
1999 · 
2000 · 
2001 · 
2002 · 
2003 · 
2004 · 
2005 · 
2006 · 
2007 · 
2008 · 
2009 · 
2010 · 
2011 · 
2012 · 
2013 · 
2014 · 
2015 · 
2016 · 
2017 ·
2018 ·
2019 ·
2020 ·
2021 ·
2022
Argentinië ·
Armenië ·
Australië ·
Bolivia · 
Brazilië ·
Bulgarije ·
Canada ·
Chili ·
Colombia ·
Costa Rica ·
Cuba ·
Denemarken ·
DDR ·
Duitsland ·
El Salvador ·
Engeland ·
Estland ·
Finland ·
Frankrijk ·
Griekenland ·
Guatemala ·
Haïti ·
Honduras ·
Ierland ·
Irak ·
Iran ·
Italië ·
Jamaica ·
Japan ·
Joegoslavië ·
Jordanië ·
Kaapverdië ·
Koeweit ·
Kroatië · 
Libanon ·
Mexico ·
Nederland ·
Nigeria ·
Noord-Macedonië ·
Oeganda ·
Oman ·
Panama ·
Paraguay ·
Peru ·
Polen ·
Portugal ·
Qatar ·
Roemenië ·
Saoedi-Arabië ·
Schotland ·
Senegal ·
Spanje ·
Trinidad en Tobago ·
Turkije · 
Uruguay ·
Venezuela ·
Verenigde Staten ·
Wit-Rusland ·
Zambia ·
Zuid-Afrika ·
Zuid-Korea ·
Zweden ·
Zwitserland
Costa Rica (2006) · 
Duitsland (2006) · 
Engeland (2006) · 
Frankrijk (2014) · 
Honduras (2014) · 
Nederland (2022) · 
Polen (2006) · 
Qatar (2022) · 
Zwitserland (2014)
FSF · A-internationals · Selecties · Bondscoaches · Statistieken · Salvadoraans vrouwenelftal ·  
Olympisch elftal · El Salvador U21 · El Salvador U19 · El Salvador U17
1920 – 1929 · 
1930 – 1939 · 
1940 – 1949 · 
1950 – 1959 · 
1960 – 1969 · 
1970 – 1979 · 
1980 – 1989 · 
1990 – 1999 · 
2000 – 2009 · 
2010 – 2019 ·
2020 − 2029
Gold Cup 1991 · 
Gold Cup 1993 · 
Gold Cup 1996 · 
Gold Cup 1998 · 
Gold Cup 2000 · 
Gold Cup 2002 · 
Gold Cup 2003 · 
Gold Cup 2005 · 
Gold Cup 2007 · 
Gold Cup 2009 · 
Gold Cup 2011 · 
Gold Cup 2013
WK 1970 · 
WK 1982
OS 1968
1921 · 
1922–1927 · 
1928 · 
1929 · 
1930 · 
1931–1934 · 
1935 · 
1936–1937 · 
1938 · 
1939–1940 · 
1941 · 
1942 · 
1943 · 
1944–1945 · 
1946 · 
1947 · 
1948 · 
1949 · 
1950 · 
1951–1952 · 
1953 · 
1954 · 
1955 · 
1955–1960 · 
1961 · 
1962 · 
1963 · 
1964 · 
1965 · 
1966 · 
1967 · 
1968 · 
1969 · 
1970 · 
1971 · 
1972 · 
1973 · 
1974 · 
1975 · 
1976 · 
1977 · 
1978 · 
1979 · 
1980 · 
1981 · 
1982 · 
1983 · 
1984 · 
1985 · 
1986 · 
1987 · 
1988 · 
1989 · 
1990 · 
1991 · 
1992 · 
1993 · 
1994 · 
1995 · 
1996 · 
1997 · 
1998 · 
1999 · 
2000 · 
2000 · 
2001 · 
2002 · 
2003 · 
2004 · 
2005 · 
2006 · 
2007 · 
2008 · 
2009 · 
2010 · 
2011 · 
2012 · 
2013 ·
2014 ·
2015 ·
2016 ·
2017 ·
2018 ·
2019 ·
2020 ·
2021 ·
2022 ·
2023
Amerikaanse Maagdeneilanden ·
Anguilla ·
Antigua en Barbuda ·
Argentinië ·
Armenië ·
Aruba ·
Barbados ·
België ·
Belize ·
Bermuda ·
Bolivia ·
Brazilië ·
Canada ·
Chili ·
China ·
Colombia ·
Costa Rica ·
Cuba ·
Curaçao ·
Dominicaanse Republiek ·
Ecuador ·
Estland ·
GOS ·
Grenada ·
Griekenland ·
Guatemala ·
Guyana ·
Haïti ·
Honduras ·
Hongarije ·
IJsland ·
Ivoorkust ·
Jamaica ·
Japan ·
Joegoslavië ·
Kaaimaneilanden ·
Mexico ·
Moldavië · 
Montserrat ·
Nederlandse Antillen ·
Nicaragua ·
Nieuw-Zeeland ·
Panama ·
Paraguay ·
Peru ·
Puerto Rico ·
Qatar ·
Rusland ·
Saint Kitts en Nevis ·
Saint Lucia ·
Saint Vincent en de Grenadines ·
Sovjet-Unie ·
Spanje ·
Suriname ·
Trinidad en Tobago ·
Venezuela ·
Verenigde Staten ·
Zuid-Korea